# Зеркальное (озеро, Сахалинская область)
Зеркальное — озеро на юге острова Парамушир Большой Курильской гряды в Сахалинской области России. Относится к территории Северо-Курильского городского округа.
Озеро располагается на высоте 6 м над уровнем моря у основания полуострова Васильева, на восточном побережье южной оконечности острова. С юго-западной и северной стороны в озеро впадает несколько водотоков, в том числе ручей Пыжикова и река Обрывистая. Сток из озера идет через протоку на северо-востоке в Тихий океан.
Площадь озера составляет 1,4 км². Водосборная площадь — 32 км².